# Дедпул (филм)
Дедпул (енгл. Deadpool) амерички је акциони научнофантастични филм из 2016. године, редитеља Тима Милера, а по сценарију Рета Риса и Пола Верника на основу стрипа Дедпул аутора Фабијана Ничиеце и Роба Лајфелда. Продуценти филма су Сајмон Кинберг, Рајан Ренолдс и Лорен Шулер Донер. Дистрибуиран од стране студија 20th Century Fox, ово је осми филм у серијалу Икс-људи. У насловној улози је Рајан Ренолдс, док остале улоге тумаче Морина Бакарин, Ед Скрајн, Ти Џеј Милер, Џина Карано, Бријана Хилдебранд, Лесли Агамс и Стефан Капичић. У филму, Вејд Вилсон лови човека који му је дао мутантске способности и осакатио физички изглед, постајући антихерој Дедпул.
Развој филма о Дедпулу, са Ренолдсом у главној улози, почео је у фебруару 2004. године, након чега чега је он глумио овог лика у филму Икс-људи Почеци: Вулверин (2009). Рис и Верник су унајмљени као сценаристи 2010. године. Они су сарађивали са Ренолдсом како би верније адаптирали овог лика (укључујући рушење четвртог зида) него што је то био случај у филму Вулверин, који је критикован због не укључивања овог детаља. Милер је унајмљен 2011. године, чинећи ово првим филмом кога је режирао. Филм је добио зелено светло од студија 2014, након позитивних реакција на тест-снимке које је Милер направио са Ренолдсом. Улоге су подељене 2015, а филм је сниман у Ванкуверу од марта до маја те године. Неколико компанија је креирало визуелне ефекте за филм, потребне за сцене крви и насиља, као и за креирање Колосуса помоћу компјутерски генерисаних слика.
Филм је реализован у америчким биоскопима 12. фебруара 2016, након неконвенционалне маркетиншке кампање. Остварио је критички и комерцијални успех. Зарадио је преко 782 милиона долара широм света, што га чини деветим филмом по заради из 2016. године, а у време изласка је био најуспешнији филм из серијала Икс-људи, као и најуспешнији филм са ознаком R. У филму су нарочито похваљени Ренолдсова глума, филмски стил, верност стриповима, режија и акционе сцене, док су неки критиковали необичну радњу, као и хумор за одрасле. Освојио је многе награде, укључујући две филмске награде по избору критичара, а био је номинован и за два Златна глобуса. Наставак, Дедпул 2, премијерно је приказан 2018. године.

## Радња
У настојању да излечи рак, бивши оперативац специјалних снага, Вејд Вилсон (Рајан Ренолдс), подвргава се ризичном експерименту, након којег добива способност врло брзог исцељивања, али се појављује и његова подсвесна особност, Дедпул. Уз новостечене способности и мрачан, уврнут осјећај за хумор, Дедпул лови човека који му је скоро уништио живот.

## Улоге
| Глумац             | Улога                   |
| ------------------ | ----------------------- |
| Рајан Ренолдс      | Вејд Вилсон / Дедпул    |
| Морина Бакарин     | Ванеса                  |
| Ед Скрајн          | Франсис Фримен / Ејџакс |
| Ти Џеј Милер       | Џек Хамер               |
| Џина Карано        | Кристина                |
| Бријана Хилдебранд | Ели Фимистер            |
| Стефан Капичић     | Колосус                 |